# Ernobius melanoventris
Ernobius melanoventris är en skalbaggsart som beskrevs av Ruckes 1957. Ernobius melanoventris ingår i släktet Ernobius och familjen trägnagare. Inga underarter finns listade i Catalogue of Life.